# مقاطعة سفيردلوف (بيشكيك)
 مقاطعة سفيردلوف (بالقيرغيزية: Свердлов району)‏، (بالروسية: Свердловский район)‏ هي مقاطعة من مقاطعات العاصمة بشكيك في شمال قرغيزستان. قدر عدد سكانها بحوالي (214100) نسمة عام 2009. وتغطي الجزء الشمالي الشرقي من المدينة، بما في ذلك منطقة Krasny Stroitel السكنية.

## التركيبة السكانية

### التركيبة العرقية
ووفقاً لتعداد عام 2009، فإن التكوين العرقي (السكان المقيمين) في مقاطعة سفيردلوف هو:
| مجموعة عرقية | نسبة  |
| ------------ | ----- |
| قرغيز        | 60.3٪ |
| الروس        | 24.7٪ |
| الويغور      | 3.9٪  |
| الأوزبك      | 2.0٪  |
| التتار       | 1.9٪  |
| الكوريين     | 1.3٪  |
| الكازاخ      | 1.2٪  |
| الأوكرانيين  | 1.0٪  |
| Dungans      | 0.7٪  |
| مجموعات أخرى | 3.6٪  |